# RNF126
RNF126 (англ. Ring finger protein 126) – білок, який кодується однойменним геном, розташованим у людей на короткому плечі 19-ї хромосоми. Довжина поліпептидного ланцюга білка становить 326 амінокислот, а молекулярна маса — 35 585.
| 10         |  | 20         |  | 30         |  | 40         |  | 50         |
| ---------- |  | ---------- |  | ---------- |  | ---------- |  | ---------- |
| MAEASPHPGR |  | YFCHCCSVEI |  | VPRLPDYICP |  | RCESGFIEEL |  | PEETRSTENG |
| SAPSTAPTDQ |  | SRPPLEHVDQ |  | HLFTLPQGYG |  | QFAFGIFDDS |  | FEIPTFPPGA |
| QADDGRDPES |  | RRERDHPSRH |  | RYGARQPRAR |  | LTTRRATGRH |  | EGVPTLEGII |
| QQLVNGIITP |  | ATIPSLGPWG |  | VLHSNPMDYA |  | WGANGLDAII |  | TQLLNQFENT |
| GPPPADKEKI |  | QALPTVPVTE |  | EHVGSGLECP |  | VCKDDYALGE |  | RVRQLPCNHL |
| FHDGCIVPWL |  | EQHDSCPVCR |  | KSLTGQNTAT |  | NPPGLTGVSF |  | SSSSSSSSSS |
| SPSNENATWS |  | PLGRPQPPRP |  | LSNLTL     |  |            |  |            |

A: Аланін

C: Цистеїн

D: Аспарагінова кислота

E: Глутамінова кислота

F: Фенілаланін

G: Гліцин

H: Гістидин

I: Ізолейцин

K: Лізин

L: Лейцин

M: Метіонін

N: Аспарагін

P: Пролін

Q: Глутамін

R: Аргінін

S: Серин

T: Треонін

V: Валін

W: Триптофан

Кодований геном білок за функціями належить до трансфераз, фосфопротеїнів. 
Задіяний у таких біологічних процесах, як убіквітинування білків, ацетилювання, альтернативний сплайсинг. 
Білок має сайт для зв'язування з іонами металів, іоном цинку. 
Локалізований у цитоплазмі, ядрі.